# モザンビーク教育大学
マプト教育大学（まぷときょういく、英語: Maputo Pedagogical University、公用語表記: Universidade Pedagógica de Maputo）は、マプートに本部を置くモザンビークの国立大学。1985年創立、1985年大学設置。大学の略称はUniMaputo、UM。大学の設立令における正式名称はマプト大学（ポルトガル語: Universidade Maputo）であるが、公式ホームページなどでもマプト教育大学（Universidade Pedagógica de Maputo）の表記が使用されている。また、以前の名称である「教育大学」（Universidade Pedagógica）と呼ばれることもある。
モザンビーク国内最初の教員養成を主目的とする教育機関として、高等教育学院（Instituto Superior Pedagógico, ISP）の名称で1985年に首都マプトに設置された。その後ベイラなど国内数か所にキャンパスを置いていたが、2019年の行政改革に伴い本キャンパス以外のキャンパスは別の大学として独立した。学生数は約15000人、教員数は約600人。
教員養成を中心としているが、近年は環境教育や地域開発を担う人材の育成にも注力している。

## キャンパス
- マプトキャンパス（本部）

## 関係者
- ダニエル・チャポ（モザンビーク第5代大統領。2009年に法学の講師として教鞭を取った）

## 対外関係
- 愛媛大学（大学間学術交流協定、学生交流覚書）[4]